# Мангонія-Парк (Флорида)
Мангонія-Парк (англ. Mangonia Park) — місто (англ. town) в США, в окрузі Палм-Біч штату Флорида. Населення — 2142 особи (2020).

## Географія
Мангонія-Парк розташована за координатами 26°45′31″ пн. ш. 80°4′34″ зх. д. / 26.75861° пн. ш. 80.07611° зх. д. (26.758612, -80.076093).  За даними Бюро перепису населення США в 2010 році місто мало площу 1,92 км², уся площа — суходіл.

## Демографія
Згідно з переписом 2010 року, у місті мешкало 1888 осіб у 649 домогосподарствах у складі 455 родин. Густота населення становила 981 особа/км².  Було 750 помешкань (390/км²).
Расовий склад населення:
| - 83,1 % — чорних або афроамериканців - 9,5 % — білих - 0,6 % — корінних американців - 0,2 % — азіатів - 0,1 % — вихідців з тихоокеанських островів - 3,2 % — осіб інших рас |

До двох чи більше рас належало 3,4 %. Частка іспаномовних становила 9,2 % від усіх жителів.
За віковим діапазоном населення розподілялося таким чином: 30,2 % — особи молодші 18 років, 61,9 % — особи у віці 18—64 років, 7,9 % — особи у віці 65 років та старші. Медіана віку мешканця становила 27,8 року. На 100 осіб жіночої статі у місті припадало 86,9 чоловіків;  на 100 жінок у віці від 18 років та старших — 81,2 чоловіків також старших 18 років.
Середній дохід на одне домашнє господарство  становив 36 163 долари США (медіана — 31 159), а середній дохід на одну сім'ю — 37 879 доларів (медіана — 31 724). Медіана доходів становила 20 688 доларів для чоловіків та 27 083 долари для жінок. За межею бідності перебувало 35,2 % осіб, у тому числі 39,8 % дітей у віці до 18 років та 30,2 % осіб у віці 65 років та старших.
Цивільне працевлаштоване населення становило 772 особи. Основні галузі зайнятості: освіта, охорона здоров'я та соціальна допомога — 25,5 %, мистецтво, розваги та відпочинок — 17,2 %, науковці, спеціалісти, менеджери — 13,0 %, роздрібна торгівля — 11,0 %.